# Tripospora
Tripospora är ett släkte av svampar. Tripospora ingår i familjen Coryneliaceae, ordningen Coryneliales, klassen Eurotiomycetes, divisionen sporsäcksvampar och riket svampar.
|            | Corynelia                                                                   |
|            |                                                                             |
|            | Bicornispora                                                                |
|            |                                                                             |
|            | Caliciopsis                                                                 |
|            |                                                                             |
|            | Coryneliospora                                                              |
|            |                                                                             |
|            | Coryneliopsis                                                               |
|            |                                                                             |
| Tripospora | \| \| Tripospora cookei \| \| \| \| \| \| Tripospora macrospora \| \| \| \| |
|            | \| \| Tripospora cookei \| \| \| \| \| \| Tripospora macrospora \| \| \| \| |
|            | Lagenulopsis                                                                |
|            |                                                                             |
|            | Fitzpatrickella                                                             |
|            |                                                                             |
|            | Tripospora cookei                                                           |
|            |                                                                             |
|            | Tripospora macrospora                                                       |
|            |                                                                             |

|  | Tripospora cookei     |
|  |                       |
|  | Tripospora macrospora |
|  |                       |